# Vääräkoski
Vääräkoski (en carélien : Viäräkoški, en finnois : Vääräkoski, en russe : Криво́й Поро́г, Krivoi Porog) est une municipalité rurale du raïon de Kem en république de Carélie.

## Géographie
Vääräkoski est située le long du fleuve Kem, à 53 kilomètres par la route à l'ouest de Kem.
La municipalité de Vääräkoski a une superficie de 2 673,03 km2.
Vääräkoski est bordé au sud par Sosnavitsa du raïon de Belomorsk, à l'ouest par Jyskyjärvi du raïon de Kalevala et au nord-est par la ville de Kuusema dans le raïon de Kem et à l'est par la ville de Kem.
La municipalité est traversée par le fleuve Kem et ses affluents Kesäjoki ( Letnjaja ), Ohtajoki (Nižnjaja Ohta) et Sompajoki (Šomba).
Ses lacs sont Kukuajärvi (Kukuja), Juurikkajärvi (Jurika), Kotijärvi (Kurgijevo), Luuluajärvi (Lullo), Vuotankijärvi (Votani), Kaijanperänjärvi (Kaijanperja), Tšieppijärvi (Tseppi), Paanajärvi (Panozero) et Äynäjärvet (Avneozero).

## Démographie
Recensements (*) ou estimations de la population
| 1989  | 2009  | 2013 | - |
| ----- | ----- | ---- | - |
| 1 293 | 1 004 | 793  | - |